# Charles Lock Eastlake
Charles Lock Eastlake (Plymouth, 1793 — Pisa, 1865) va ser un pintor, historiador de l'art i escriptor anglès.
Un dels seus primers treballs Bonaparte a bord del Bellerophon (1815) es conserva al 
Museu Marítim Nacional de Londres. Com altres artistes, Eastlake va poder dibuixar Napoleó mentre es trobava captiu en aquest vaixell prop de Plymouth.
El 1816 va viatjar a Roma, on va coincidir amb altres artistes com Thomas Lawrence o Joseph Mallord William Turner, així com a Nàpols o Atenes. Vivint principalment a Europa continental, va traduir de l'alemany obres de Goethe o Franz Theodor Kugler.
Va ser conservador de la National Gallery de Londres (1843-47) i president de la Royal Academy (des del 1850), quan també va ser nomenat cavaller. També va presidir la Royal Birmingham Society of Artists.
El 1849 va casar-se amb la historiadora i escriptora Elizabeth Eastlake.